# Gryffin
Gryffin, pseudonimo di Dan Griffith (San Francisco, 29 settembre 1987), è un disc jockey e produttore discografico statunitense.
Ha ottenuto il riconoscimento per il remix di alcune note canzoni come Talking Body di Tove Lo, Animals dei Maroon 5 e Desire dei Years & Years.

## Biografia
Gryffin ha imparato a suonare il pianoforte e la chitarra da giovane. Ha studiato ingegneria elettrica presso la University of Southern California. Ha fatto il suo debutto mondiale allo SnowGlobe Music Festival 2015.

## Carriera
Il 22 gennaio 2016, Gryffin ha pubblicato il suo singolo di debutto intitolato Heading Home con il cantante australiano Josef Salvat. Il 2 maggio 2016 è stato caricato un video musicale ufficiale sul suo canale YouTube. La canzone ha raggiunto il 22º posto nella classifica Hot Dance/Electronic Songs, il 21º posto nella classifica Dance/Electronic Digital Songs, il primo nel grafico Spotify Viral 50 e il quinto nella classifica Billboard Twitter Emerging Artists. Ha successivamente pubblicato svariati altri singoli, ottenendo numerosi piazzamenti della Dance/Electronic Digital Songs. Nel 2019 ha pubblicato il suo album di debutto Gravity. Nel novembre 2022 pubblica il suo secondo album in studio Alive.

## Discografia

### Album in studio
- 2019 – Gravity
- 2022 –  Alive
- 2024 - Pulse

### EP
- 2018 – Gravity, Pt. 1

### Singoli
- 2016 – Heading Home (feat. Josef Salvat)
- 2016 – Whole Heart (con Bipolar Sunshine)
- 2017 – Feel Good (con Illenium feat. Daya)
- 2017 – Love in Ruins (feat. Sinéad Harnett)
- 2017 – Nobody Compares to You (feat. Katie Pearlman)
- 2018 – Winnebago (feat. Quinn XCII e Daniel Wilson)
- 2018 – Just For A Moment (feat. Iselin Solheim)
- 2018 – Tie Me Down (con Elley Duhé)
- 2018 – Remember (con Zohara)
- 2018 – Bye Bye (feat. Ivy Adara)
- 2019 – All You Need to Know (con Slander feat. Calle Lehmann)
- 2019 – Hurt People (con Aloe Blacc)
- 2019 – OMG (con Carly Rae Jepsen)
- 2019 – Baggage (con Gorgon City e AlunaGeorge)
- 2019 – Body Back (feat. Maia Wright)
- 2020 – Hold You Tonight (con Chris Lane)
- 2020 – Cry (con John Martin)
- 2021 – I Want Love (con Two Feet)
- 2021 – Best Is Yet to Come (con Kyle Reynolds)
- 2021 – New Blood (con Boy Matthews)
- 2021 – Piece of Me (con Lova)
- 2021 – After You (con Jason Ross e Calle Lehmann)
- 2022 – You Were Loved (con i OneRepublic)
- 2022 – Alive (con Calle Lehmann)
- 2022 – Caught Up (con Olivia O'Brien)
- 2022 – Reckless (con MØ)
- 2022 – Colors (con Blanke ed Eyelar)
- 2022 – Woke up in Love (con Kygo e Calum Scott)
- 2022 – Scandalous (con Tinashe)